# Aleksandr Ouvarov (football)
Ne doit pas être confondu avec Aleksandr Ouvarov (joueur de hockey sur glace).
Pour les articles homonymes, voir Ouvarov.
Aleksandr Viktorovitch Ouvarov (russe : Александр Викторович Уваров, et hébreu : אלכסנדר ויקטורוביץ' אובארוב), né le 13 janvier 1960 à Orekhovo-Zouïevo à l'époque en URSS et aujourd'hui en Russie, est un footballeur russe (international soviétique), naturalisé ensuite israélien, et qui évoluait au poste de gardien de but, avant de devenir ensuite entraîneur.

## Biographie

### Carrière de joueur

#### Carrière en club
Aleksandr Ouvarov joue en faveur du Dynamo Moscou puis du Maccabi Tel-Aviv. Il dispute au cours de sa carrière 105 matchs en première division soviétique, et 258 matchs en première division israélienne.
Il joue également huit matchs en Ligue des champions, trois matchs en Coupe de l'UEFA, et deux matchs Coupe des coupes.
Son palmarès est constitué d'une Coupe d'URSS, de trois titres de champion d'Israël, et de deux Coupes d'Israël.

#### Carrière en sélection
Aleksandr Ouvarov reçoit onze sélections en équipe d'URSS entre 1990 et 1991.
Il joue son premier match en équipe nationale le 24 avril 1990, en amical contre l'Irlande (défaite 1-0 à Dublin).
Il participe avec l'équipe d'URSS à la Coupe du monde de 1990. Lors du mondial organisé en Italie, il joue deux matchs, contre l'Argentine et le Cameroun.
Il dispute ensuite quatre matchs rentrant dans le cadre des éliminatoires de l'Euro 1992.

## Statistiques
| Saison                | Club                  | Championnat           | Championnat | Championnat | Coupe(s) nationale(s) | Coupe(s) nationale(s) | Compétition(s) continentale(s) | Compétition(s) continentale(s) | Compétition(s) continentale(s) | Total | Total |
| Saison                | Club                  | Division              | M.          | B.          | M.                    | B.                    | Comp.                          | M.                             | B.                             | M.    | B.    |
| 1981                  | Dynamo Moscou         | D1                    | 1           | 0           | -                     | -                     | -                              | -                              | -                              | 1     | 0     |
| 1982                  | Dynamo Moscou         | D1                    | 15          | 0           | -                     | -                     | -                              | -                              | -                              | 15    | 0     |
| 1983                  | Dynamo Moscou         | D1                    | 3           | 0           | -                     | -                     | -                              | -                              | -                              | 3     | 0     |
| 1984                  | Dynamo Moscou         | D1                    | 6           | 0           | 2                     | 0                     | -                              | -                              | -                              | 8     | 0     |
| 1985                  | Dynamo Moscou         | D1                    | 8           | 0           | 3                     | 0                     | -                              | -                              | -                              | 11    | 0     |
| 1986                  | Dynamo Moscou         | D1                    | 1           | 0           | 2                     | 0                     | -                              | -                              | -                              | 3     | 0     |
| 1987                  | Dynamo Moscou         | D1                    | 9           | 0           | 9                     | 0                     | C3                             | 1                              | 0                              | 19    | 0     |
| 1988                  | Dynamo Moscou         | D1                    | 11          | 0           | 6                     | 0                     | -                              | -                              | -                              | 17    | 0     |
| 1989                  | Dynamo Moscou         | D1                    | 10          | 0           | 8                     | 0                     | -                              | -                              | -                              | 18    | 0     |
| 1990                  | Dynamo Moscou         | D1                    | 20          | 0           | 6                     | 0                     | -                              | -                              | -                              | 26    | 0     |
| 1991                  | Dynamo Moscou         | D1                    | 21          | 0           | -                     | -                     | -                              | -                              | -                              | 21    | 0     |
| Sous-total            | Sous-total            | Sous-total            | 105         | 0           | 36                    | 0                     | -                              | 1                              | 0                              | 142   | 0     |
| 1991-1992             | Maccabi Tel-Aviv      | D1                    | 31          | 0           | -                     | -                     | -                              | -                              | -                              | 31    | 0     |
| 1992-1993             | Maccabi Tel-Aviv      | D1                    | 32          | 0           | -                     | -                     | -                              | -                              | -                              | 32    | 0     |
| 1993-1994             | Maccabi Tel-Aviv      | D1                    | 28          | 0           | -                     | -                     | -                              | -                              | -                              | 28    | 0     |
| 1994-1995             | Maccabi Tel-Aviv      | D1                    | 29          | 0           | -                     | -                     | -                              | -                              | -                              | 29    | 0     |
| 1995-1996             | Maccabi Tel-Aviv      | D1                    | 30          | 0           | -                     | -                     | -                              | -                              | -                              | 30    | 0     |
| 1996-1997             | Maccabi Tel-Aviv      | D1                    | 27          | 0           | -                     | -                     | -                              | -                              | -                              | 27    | 0     |
| 1997-1998             | Maccabi Tel-Aviv      | D1                    | 29          | 0           | -                     | -                     | -                              | -                              | -                              | 29    | 0     |
| 1998-1999             | Maccabi Tel-Aviv      | D1                    | 25          | 0           | -                     | -                     | -                              | -                              | -                              | 25    | 0     |
| 1999-2000             | Maccabi Tel-Aviv      | D1                    | 17          | 0           | -                     | -                     | -                              | -                              | -                              | 17    | 0     |
| Sous-total            | Sous-total            | Sous-total            | 248         | 0           | -                     | -                     | -                              | -                              | -                              | 248   | 0     |
| Total sur la carrière | Total sur la carrière | Total sur la carrière | 353         | 0           | 36                    | 0                     | -                              | 1                              | 0                              | 390   | 0     |

## Palmarès
Dynamo Moscou
- Championnat d'URSS :
  - Vice-champion : 1986.
- Coupe d'URSS (1) :
  - Vainqueur : 1984.
- Supercoupe d'URSS :
  - Finaliste : 1984.

 Maccabi Tel-Aviv
- Championnat d'Israël (3) :
  - Champion : 1991-92, 1994-95 et 1995-96.
  - Vice-champion : 1992-93, 1993-94 et 1998-99.
- Coupe d'Israël (2) :
  - Vainqueur : 1993-94 et 1995-96.
  - Finaliste : 1991-92, 1992-93 et 1996-97.
- Coupe de la Ligue israélienne (2) :
  - Vainqueur : 1992-93 et 1998-99.